# José Lladó Vallés
José Lladó Vallés (23 de julio de 1888- † 9 de octubre de 1933) fue un abogado y político español de principios del siglo XX.

## Biografía
Hijo del diputado Juan Lladó Figuerola (a su vez sobrino de Laureano Figuerola) y de Monserrat Vallés, hermana del político José María Vallés, obtuvo plaza por oposición como letrado del Consejo de Estado y fue sucesivamente director general de Administración en 1917, Subsecretario de la Gobernación en 1918 y Letrado oficial del Consejo de Estado. En 1923 fue nombrado fiscal del Tribunal Supremo. Posteriormente fue Letrado Mayor del Consejo de Estado. 
Como político fue diputado de las Cortes Españolas, por el Partido Liberal, distrito lucense de Quiroga, en las elecciones de 1916. Posteriormente en las elecciones de 1918, 1919, 1920 y 1923 fue reelegido diputado por el sector romanonista (seguidores del Conde de Romanones). En las elecciones generales de 1931 fue elegido diputado del Congreso de España en una candidatura independiente, y ocupó el escaño hasta su muerte el 9 de octubre de 1933.
Estuvo casado con Matilde Sánchez-Blanco y fue padre de tres hijos: Matilde, casada con José María García Agulló, María, casada con Carlos Díaz y Juan Lladó Sánchez-Blanco, quien también fue letrado del Consejo de Estado y padre de José Lladó Fernández-Urrutia .